# Urban II.

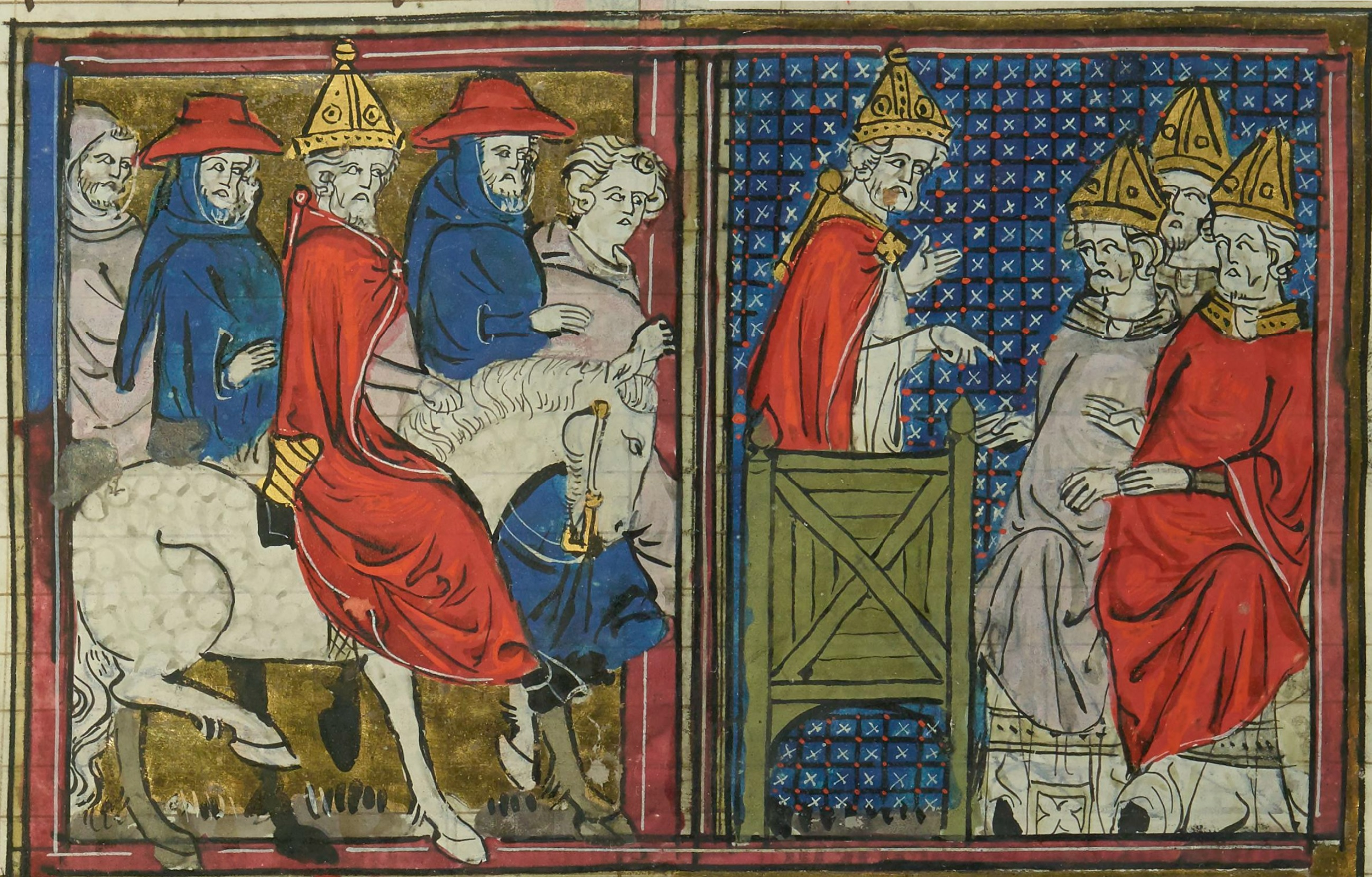
Urban II., 14. Jh. aus dem Roman de Godfroi de Bouillon

Urban II., vormals Odo de Châtillon, Odo de Lagery oder Eudes de Châtillon, auch Eudes de Lagery, Otto von Lagery, Otto von Châtillon, Bischof Otto von Ostia (* um 1035 wahrscheinlich in Lagery oder Châtillon-sur-Marne, Königreich Frankreich; † 29. Juli 1099 in Rom, Kirchenstaat) war römisch-katholischer Papst von 1088 bis 1099.
Er rief am 27. November 1095 auf der Synode von Clermont als erster Papst der Geschichte zu einem Kreuzzug auf. Durch diesen ersten Kreuzzug sollte das morgenländische Christentum (unter anderem auch Jerusalem) von der Herrschaft der Muslime befreit werden. Urban wurde am 14. Juli 1881 von Leo XIII. seliggesprochen.

## Leben

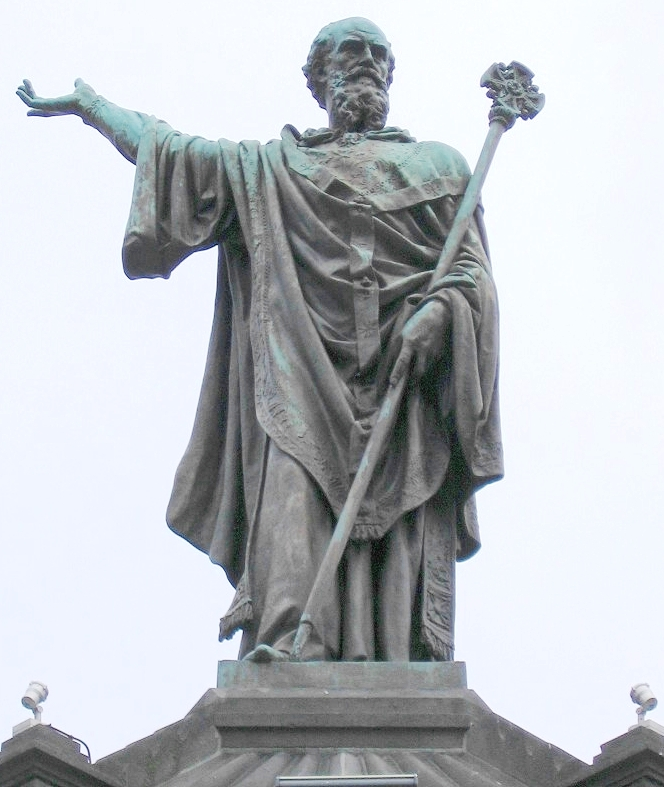
Denkmal für Urban II. in Clermont-Ferrand. Bildhauer: Henri Gourgouillon

### Eudes de Châtillon
Papst Urban II. wurde auf den Namen Eudes (dt. Odo) getauft und entstammte dem Adelsgeschlecht der Lagery bei Châtillon-sur-Marne, seine Familie gehörte dem niederen Feudaladel an. Gemäß der Chronik des Alberich von Trois-Fontaines wurde Eudes auf der „Burg über der Marne“ als Sohn des Herrn von Lagery geboren. Er besuchte die Kathedralschule in Reims, wo der Gründer des Kartäuserordens, Bruno von Köln, sein Lehrer war. Später wurde er Domherr und Erzdiakon der Kathedrale von Reims. Dann zog es Eudes erstmals nach Rom, wo er Kanoniker zu St. Johannes wurde. 1070 oder 1071 wurde er von Abt Hugo in die Abtei Cluny aufgenommen, um, nach kurzer Tätigkeit als Prior, für den Orden nach Rom entsandt zu werden, wo er 1078 von Gregor VII. zum Kardinalbischof von Ostia ernannt wurde. Als einer der engsten Vertrauten des Papstes, diente er von 1082 bis 1085 der Kurie als päpstlicher Legat im Heiligen Römischen Reich und Frankreich. Nach Gregors Tod 1085 wurde von dessen verbliebenen Anhängern der Abt von Montecassino, Desiderius, zum Papst gewählt, der das Amt aber nicht annehmen wollte und erst ein Jahr nach seiner Wahl als Viktor III. die Führung des gregorianischen Lagers übernahm. Nach dessen Tod 1087 wurde am 12. März 1088 im Konklave der Gregorianer in Terracina der von Viktor als Nachfolger empfohlene Eudes zum Papst gewählt, der als kräftiger und kahlköpfiger Mann mit langem Bart beschrieben wird und sich Urban II. nannte.

### Papst
Urban II. galt unter Gregor VII. als besonnener Kirchenpolitiker, der durch Konzilianz und diplomatisches Geschick einige Verstiegenheiten Gregors ausgleichen konnte. Als Nachfolger fiel ihm die Aufgabe zu, das mit Gregors Vertreibung und Tod in Bedrängnis geratene Reformpapsttum zu retten.
Schon 1080 war Wibert von Ravenna mit kaiserlicher Unterstützung zum Gegenpapst gewählt worden und hatte 1084 als Clemens III. den Papstthron bestiegen, während Gregor für abgesetzt erklärt wurde und ein Jahr später starb. Clemens III. regierte während der gesamten Dauer von Urbans Pontifikat parallel zu diesem und hielt sich bis 1092 häufig in Rom auf. Außerhalb Frankreichs und der iberischen Halbinsel, die dem Reformpapsttum verbunden blieben, konnte sich Clemens zunächst weitgehend durchsetzen. Zu Urbans Amtsantritt war Clemens in Deutschland und Oberitalien anerkannt und etablierte sich auch in England, Ungarn und Kroatien. Urban verbrachte sein Pontifikat zum größten Teil als Reisepapst, hauptsächlich zwischen Frankreich und Italien. In Rom gewann er während des Kreuzzugs zeitweise die Oberhand, doch erst nach Urbans Tod wurden die Wibertiner endgültig aus der Stadt vertrieben.
1089 arrangierte Urban die Vermählung von Mathilde von Tuszien, der wichtigsten Stütze des Reformlagers in Italien, mit Welf V., dem Sohn des abgesetzten Herzogs von Bayern Welf IV., einem traditionellen Gegner des Kaisers. Ebenso bemühte er sich, die gespannten Beziehungen zum byzantinischen Reich zu verbessern, und hob 1089 den Bann gegen den byzantinischen Kaiser Alexios I. auf. Auch Urbans Initiative für einen Kriegszug in den Orient entstand im Zusammenhang mit seinen Ausgleichsbemühungen mit Byzanz.
Etwa ab Mitte der 1090er Jahre stabilisierte sich Urbans Position. Das überwältigende Echo auf seinen Aufruf zum Kreuzzug, der als „Kampfansage“ auch gegen seinen Rivalen Clemens III. gewertet werden kann, trug zu dessen Niedergang bei. Besonders in Norditalien verlor Clemens an Unterstützung, Rom wurde während des Kreuzzugs von den Normannen gesichert, sodass die Wibertiner ab 1096 auch dort nachhaltig an Rückhalt verloren. Dennoch musste die Beisetzung Urbans im Juli 1099, nachdem er im Haus seines Beschützers Pierleone († um 1124) verstorben war, unter starken Sicherheitsvorkehrungen in der Peterskirche stattfinden, weil sich der Lateran und weitere Teile der Stadt wieder in der Hand der Wibertiner befanden.

#### Europäische weltliche Konflikte

##### Exil und der Italienkrieg
1090 befand sich Heinrich IV. auf einem zweiten Italienfeldzug (bis 1097), nachdem die Opposition im Reich zuvor fast vollständig zusammengebrochen war. Bis 1092 vermochte sich Heinrich zu halten, erfuhr dann aber durch die Truppen Mathildes eine empfindliche Niederlage bei Canossa. 1093 wechselte auch Heinrichs Sohn Konrad ins reformpäpstliche Lager über. Während Konrad in Mailand zum König von Italien gekrönt wurde, war Heinrich IV. gezwungen, sich nach Venetien zurückzuziehen. Urban konnte sich seit November 1093 unter dem Schutz der Familie Frangipani wieder in Rom aufhalten, kontrollierte aber nur einen kleinen Bezirk um Santa Maria Nuova. Mit Hilfe von Geldspenden aus Frankreich gelang es ihm kurz darauf, den Lateranpalast vom wibertinischen Kommandanten zu kaufen. 1093 exkommunizierte der Papst Heinrich IV. und 1095 auch Philipp I. von Frankreich: Der französische König war mit Urban in Konflikt geraten, nachdem er seine Frau verstoßen hatte. Der Streit ließ sich jedoch bald beilegen. Philipp I. wurde schon 1096 wieder in die Kirche aufgenommen. In Deutschland zeigten die Predigten der Hirsauer Reformer gewisse Erfolge, dennoch blieb die Stellung des kaiserlichen Gegenpapstes in der Reichskirche während der gesamten 1090er Jahre ungefährdet und die Versuche der gregorianischen Partei, im Reichsepiskopat Fuß zu fassen, scheiterten. Der mit Mathilde verbündete Bayernherzog Welf IV., der die Reformerseite nach der Erhebung Urbans II. zum Papst unterstützt hatte und fliehen musste, wechselte 1096 wieder ins kaiserliche Lager.

##### England
In England wurde aber dann Anselm von Canterbury, der sich geweigert hatte, sich durch Wilhelm II. investieren zu lassen, des Landes verwiesen. Auch hier war die Kurie erst einmal daran interessiert, den Konflikt zu begrenzen – nun aber vielleicht schon, um die Kräfte gegen Heinrich zu bündeln. 1095 wurde auf der Synode von Piacenza Clemens III. in Bestätigung eines Simonie-Urteiles noch einmal gebannt. Die Erlasse gegen Simonie und auch gegen die Ehe von Geistlichen wurden für die gesamte Kirche verbindlich.

#### Kreuzzugsaufruf
Kurz darauf erschienen Gesandte des byzantinischen Kaisers Alexios I., berichteten über die Bedrohung durch die Seldschuken und boten Unierungsverhandlungen an, um die Waffenhilfe der lateinischen Christen gegen die Muslime zu erlangen.
In Cremona traf Urban dann auf König Konrad, den er dazu verpflichten konnte, ihm einen Sicherheitseid zu leisten und das officium stratoris abzulegen, indem er des Papstes Pferd als dessen Marschall am Zügel führte. Dafür sagte Urban ihm die Hilfe gegen seinen Vater zu und arrangierte die Vermählung mit einer Tochter Rogers von Sizilien.
Die Bedrängnis der Byzantiner wurde in einem Brief des Alexios an Robert von Flandern bestätigt. Manche Historiker vermuten, dies habe Urban den entscheidenden Anstoß zu seinem Aufruf zum Ersten Kreuzzug gegeben, der am 27. November 1095 auf der Synode von Clermont an die französischen Ritter erging.
Zeitzeugen berichteten, dass die versammelte Menschenmenge zu groß war, um in der Kathedrale Platz zu finden, weswegen Urban seinen leidenschaftlichen Aufruf auf freiem Feld vor den Stadttoren an die Menge richtete. Urbans stark dramatisierende Rede von den Leiden der Christenheit im Osten, der Misshandlung durch die Andersgläubigen sowie der Notwendigkeit der Befreiung der heiligen Stadt Jerusalem – davon ist aber in einer der überlieferten Fassungen des Wortlauts der Rede, die allesamt voneinander abweichen, überhaupt nichts erwähnt – wurde den Chronisten zufolge begeistert aufgenommen. Angeblich wurde hier bereits das spätere Motto der Kreuzzüge – „Gott will es!“ – geprägt.
Robert der Mönch, ein Chronist aus Reims, legt Urban zwischen 1101 und 1107 folgende, wohl im Wesentlichen erfundene Worte in den Mund: 
„Volk der Franken, Volk auf dieser Seite der Berge […] von Gott ausgewählt und geliebt, sowohl durch die geografische Lage als auch den katholischen Glauben wie auch durch die Ehre der heiligen Kirche herausgehoben von allen anderen Völkern. An Euch richtet sich unsere Rede und Euch meint unsere Ermahnung. Wir wollen, dass Ihr wisst, welch trauriger Grund uns in Euer Land geführt hat […]. Aus dem Land von Jerusalem und von der Stadt Konstantinopel kam ein schwerwiegender Bericht, […] dass nämlich das Volk des Reichs der Perser, ein fremdes Volk, ein Gott gänzlich fern stehendes Volk, […] die weder ein Herz haben noch an Gott glauben, die Länder jener Christen überfallen, mit Schwert, Raub und Feuer verwüstet, die Gefangenen teils in ihr Land verschleppt, teils auch elendiglich abgeschlachtet, die Kirchen Gottes entweder von Grund auf zerstört oder für den Ritus ihrer eigenen Heiligen in Beschlag genommen haben. Altäre besudeln sie mit ihrem Unrat, sie beschneiden Christen und das Blut der Beschneidung gießen sie auf den Altar oder das Taufbecken […]. Was soll ich über die schändliche Vergewaltigung der Frauen sagen, über die zu sprechen schlimmer ist als zu schweigen? Das Reich der Griechen ist von ihnen schon […] niedergedrückt und besetzt […]. Wem also obliegt die Mühe, dies zu rächen, dies [den Feinden] zu entreißen, wenn nicht Euch, denen vor allen anderen Völkern Gott […] Geistesgröße, körperliche Behändigkeit […] verliehen hat. Zur Tapferkeit mögen Euch die Taten Eurer Vorfahren anspornen […] besonders soll Euch bewegen das Heilige Grab unseres Herrn Heilands, das im Besitz unreiner Völker ist […]. Es sollte Euch kein Besitz festhalten, kein Kummer der Familie, denn dieses Land, das Ihr bewohnt, ringsum vom Meer umschlossen oder von Bergen umgeben, wird viel zu eng durch Eure hohe Bevölkerungszahl, strömt nicht gerade über vor Reichtümern und beschert den Menschen […] gerade mal den Lebensunterhalt. Von daher kommt es ja auch, dass Ihr Euch gegenseitig bedrängt und bekämpft, Kriege anzettelt und Euch gegenseitig umbringt […] der Unfrieden soll aufhören, Kriege sollen ruhen und jeglicher Streit soll beigelegt werden. Macht Euch auf den Weg zum Heiligen Grab, entreißt jenes Land dem ruchlosen Volk, unterwerft es Euch; jenes Land ist den Söhnen Israels von Gott in Besitz gegeben worden, ein Land, wie die Schrift sagt, in dem Milch und Honig fließt‘.“
Adhemar de Monteil, Bischof von Le Puy, der später zum Führer des Zugs ernannt wurde, kniete unmittelbar nach dem Ende der Rede vor Urban nieder und bat als erster um die Erlaubnis, ziehen zu dürfen, und viele andere sollen sich ihm umgehend angeschlossen haben. Danach hielt er noch in Tours und Rouen Synoden ab, die den Aufruf verbreiteten. Ein Übriges taten die über das Land gesandten Wanderprediger der Kirche.
Der Aufruf zum Kreuzzug war in weiten Teilen Europas sehr erfolgreich und erhielt große Resonanz. Urbans Projekt einte erstmals die seit langem in Streitereien untereinander verstrickten französischen Adeligen und gab ihnen mit dem Ziel eines „gerechten“ Kampfes im Dienste der christlichen Sache eine ideelle Grundlage, die zugleich den Suprematieanspruch seines Amtes stärkte: Der vor dem Aufruf geforderte Gottesfrieden, der die Begrenzung der noch ausstehenden Fehden brachte, bestärkte gleichzeitig die Autorität der hier eingreifenden Kirche und stellte ein wesentliches Ereignis der machtpolitischen Rolle der Kirche und des Papsttums in der mittelalterlichen Geschichte Europas dar. Die den Teilnehmern vom Papst versprochene Sündenvergebung wirkte als äußerst attraktiver Anreiz für eine Teilnahme. Die vom Papst möglicherweise angestrebte Versöhnung mit der Ostkirche blieb dagegen wegen anhaltender machtpolitischer Differenzen und Interessengegensätze aus, ganz im Gegenteil führten die Kreuzzüge letztlich zur völligen Entfremdung der Kirchen. Auch schon kurzfristig verschärfte das Kreuzzugsunternehmen den lateinisch-griechischen Gegensatz, da auch die mit dem Papsttum seit Jahrzehnten verbündeten normannische Ritter, die ausgewiesene Feinde des byzantinischen Reiches waren und den Kreuzzug für ihren Kampf gegen Byzanz nutzten, darin eine maßgebliche Rolle spielten.
Urban II. selbst erlebte den Erfolg des 1096 aufgebrochenen Ritterheeres selbst nur noch zum Teil mit. Von der Einnahme Antiochias 1098 und auch vom Beginn der Belagerung Jerusalems hat er wohl erfahren, die Meldung von der blutigen Einnahme der Stadt erreichte ihn aber nicht mehr, da er am 29. Juli 1099 starb.

#### Reconquista
Neben den von ihm ausgerufenen Kreuzzug unterstützte Urban auch die Reconquista in Spanien gegen die muslimischen Mauren. Urban war hinsichtlich der Tatsache, dass das Hauptaugenmerk auf den Osten und die christliche Sicherung Jerusalems bestand, in Sorge, dass dadurch die Bedeutung der Rückeroberung der Iberischen Halbinsel in Vergessenheit geraten würde. Er sah den Kampf im Osten und in Spanien als Teil desselben Kreuzzugs, also bot er denjenigen, die in Spanien kämpften, den gleichen Sünderlass an und entmutigte diejenigen, die von Spanien nach Osten reisen wollten.